# Chignik Lake
Pour les articles homonymes, voir Chignik.
Chignik Lake est une localité d'Alaska aux États-Unis dans le borough de Lake and Peninsula. En 2010, il y avait 73 habitants.
Elle est située sur la rive sud de la Péninsule de l'Alaska, à 21 km de Chignik, 412 km au sud-ouest de Kodiak et à 763 km au sud-ouest d'Anchorage.
Les températures moyennes vont de −6 °C à  10 °C en janvier, et de 4 °C à  16 °C en juillet.
La population actuelle prend ses racines du peuple Alutiiq qui vivait près du lac Becharof. La communauté se composait d'une seule famille en 1903 mais d'autres familles sont arrivées, et en 1950, l'école a été construite.
Le village vit de la pêche et quelques personnes travaillent à Chignik dans les conserveries. Un aérodrome le dessert.

## Démographie
| 1960 | 1970 | 1980 | 1990 | 2000 | 2010 |
| ---- | ---- | ---- | ---- | ---- | ---- |
| 107  | 117  | 138  | 133  | 145  | 73   |

## Sources et références
- (en) CIS

- (en) Cet article est partiellement ou en totalité issu de l’article de Wikipédia en anglais intitulé « Chignik Lake, Alaska » (voir la liste des auteurs).

1. ↑  « Statistiques des États-Unis (Alaska) - Profils des communautés de 2010 » (consulté en octobre 2020)